# Luís de Braga Júnior
Luís de Braga Júnior (Rio Grande do Sul, 26 de março de 1850 — Porto, 14 de março de 1918), 1.º e único visconde de São Luís de Braga, foi um homem de negócios de origem portuguesa que tendo feito fortuna no Brasil foi um influente empresário teatral de Lisboa, onde foi o principal investidor na construção do Teatro D. Amélia (hoje o Teatro Municipal de São Luís). Foi agraciado com o título de visconde de São Luís de Braga por decreto de 6 de agosto de 1891 do rei D. Carlos I de Portugal.

## Biografia
Nasceu no Rio Grande do Sul, filho de pais portugueses que ali tinham feito fortuna. Pertencente a uma família abastada, foi enviado para Lisboa ainda criança, tendo feito parte da sua escolaridade num colégio da capital portuguesa. Regressado ao Brasil, estabeleceu-se no Rio de Janeiro e dedicou-se aos negócios da família e ao jornalismo, tendo na juventude, em 1874, entusiasmo especial pela política. Dedicou-se ao teatro, tendo trabalhado como ponto, e terá levado uma vida de luxo, segundo testemunhos de profissionais de teatro que com ele conviveram, dizendo-se que dissipara três fortunas: as que herdara do seu pai, da sua mãe e da sua avó.
Apesar dessa tendência para a dissipação, quando foi proclamada a República no Brasil e se popularizou a especulação bolsista, Luís de Braga adquiriu em pouco tempo uma avultada fortuna, criando a suspeita que o enriquecimento seria de origem duvidosa.
A relação de Luís de Braga com o teatro iniciou-se na cidade do Rio de Janeiro, em 1880, como ponto no Teatro Lucinda. Trabalhou depois como secretário do empresário Celestino da Silva, em 1888, ano em que António Pinheiro o conheceu. Em 1891 tornou-se sócio de Celestino da Silva na empresa teatral Braga Júnior & Cª., da qual também faziam parte Lucinda Simões e Furtado Coelho. Esta empresa artística explorava o Teatro Recreio Dramático, no Rio de Janeiro. Adquiriu de seguida o espólio da Empresa Ester de Carvalho e organizou uma companhia que percorreu o Brasil representando, principalmente, operetas e teatro de revista.
Por volta de 1890 transferiu-se para Lisboa, onde se fixou como empresário teatral. Tornou-se rapidamente num influente empresário teatral no meio lisboeta, estabelecendo amizades com a elite portuguesa, incluindo o rei D. Carlos. Havendo necessidade de construir em Lisboa um teatro moderno que desse resposta às aspirações doa amantes do teatro ligeiro da época, conseguiu que o rei lhe cedesse terrenos da Casa de Bragança em Lisboa, no quais uma empresa, de ue era o líder e principal investidor, construiu o Teatro D. Amélia, nome que homenageava a rainha D. Amélia de Orleães (hoje o Teatro Municipal de São Luís), inaugurado em 1892. Por decreto de 6 de agosto de 1891 fora feito «visconde de São Luís de Braga», título pelo qual ficou conhecido no meio lisboeta.
Luís de Braga foi um hábil empresário, preocupando-se mais com as questões financeiras do que com as artísticas, escolhendo o reportório e gerindo as despesas de montagem dos espetáculos da forma mais lucrativa possível. Apesar de apodado por alguns intelectuais da época de ser mercantilista e de sacrificar a arte ao lucro, tinha um inegável conhecimento do mundo do espetáculo e mantinha valiosos contactos no meio literário e jornalístico. Interessava-se muito pelo panorama teatral parisiense, onde era conhecido, preferindo o reportório francês, por ser mais assimilável «ao snobismo dos portugueses, mas ainda para tornar agradecidos esses negociantes especiais da literatura de França, às avultadas somas que lhes pagava pelas tournées das companhias, compra de peças e direitos de autor».
Durante o tempo em que geriu o Teatro D. Amélia trouxe a Lisboa muitos artistas estrangeiros, ao mesmo tempo que apoiava a produção nacional. A sua gerência do Teatro D. Amélia foi muito aclamada pelo público e bem recebida pela maioria dos críticos e jornalistas, embora fosse claro que o visconde exercia a sua influência sobre os críticos e redações de jornais, esforçando-se por agradar a toda a gente como um bom homem de negócios.
Como empresário gozava de excelente reputação, tanto em Portugal como no estrangeiro, e o seu nome bastava para firmar contratos. Apesar disso, foi violentamente criticado por aquilo que alguns intelectuais percebiam como «mercantilismo», pois colocaria a vertente comercial do teatro acima de outras considerações. Um desses críticos, Joaquim Madureira afirmava que o lado mercantil do empresáriose se revelava frequentemente negativo, embora reconhecesse que havia «frutos ocasionais», como a passagem de André Antoine pelo Teatro D. Amélia, e aceitasse que «cada um [se] governa neste mundo de mercantilismo e ganância, e S. Luiz Braga tolo seria se, no palco da sua quitanda de seccos e molhados, não tratasse de se governar». Bem mais violenta foi a avaliação de Lucinda Simões, que afirmou que Luís de Braga já fora o responsável pela decadência do teatro brasileiro «substituindo o valor pelo escândalo […] e a graça pela pornografia. E lá desorganizou o teatro como desorganizado o deixou por cá».
Artistas e dramaturgos que com ele trabalharam recordam-no de maneira gentil, como Adelina Abranches, que, apesar de admitir que o Visconde «não tinha grande amor aos seus escriturados […] explorava-os o melhor que podia e sabia […]», considera-o um dos maiores animadores do teatro português, com um apurado gosto, competência profissional e valiosos contactos. Menos simpática, Lucinda Simões afirma que constava que Luís de Braga admitia tratar os seus artistas «como os limões, espremiam-se até deitar suco. E que depois de bem espremidos, deitavam-se para o lado, por inúteis».
Apesar da críticas à sua gestão teatral, ficou lembrado como um homem extremamente supersticioso, gentil e bem disposto, dotado de «uma forte inteligência, uma actividade cerebral estupenda, um tacto comercial de primeira ordem, uma afectuosidade terníssima».
O regicídio de 1908, que lhe roubou a protecção de D. Carlos, e a implantação da República Portuguesa em 1910, marcaram o início do declínio da influência e da fortuna do empresário. Contudo, o golpe decisivo foi o incêndio da madrugada de 13 de setembro de 1914, que destruiu o Teatro D. Amélia, acontecimento que afectou a sanidade mental de Luís de Braga, posteriormente internado numa casa de saúde na cidade do Porto, onde veio a falecer, em 1918.